# AE Paphos
Maillots
Le Athlitikí Énosi Paphos (en grec moderne : Αθλητική Ένωση Πάφος), plus couramment abrégé en AE Paphos, est un ancien club chypriote de football fondé en 2000 et disparu en 2014, et basé dans la ville de Paphos.
En 2014, le club fusionne avec l'AEK Kouklion afin de créer le Paphos FC.

## Historique
- 1953 : fondation de l'APOP Paphos
- 1961 : fondation de l'Evagoras Paphos
- 2000 : fusion de l' APOP Paphos avec l'Evagoras Paphos, le nouveau club se nomme AE Paphos

## Palmarès
| Compétitions de l'AE Paphos                                       | Compétitions de l'APOP Paphos                                                                         | Compétitions de l'Evagoras Paphos                                                                     |
| ----------------------------------------------------------------- | --- | --- |
| - Championnat de Chypre D2 (2) : - Champion : 2005-06 et 2007-08. | - Championnat de Chypre D2 (6) : - Champion : 1965-66, 1970-71, 1972-73, 1974-75, 1976-77 et 1995-96. | - Championnat de Chypre D2 (6) : - Champion : 1967-68, 1971-72, 1980-81, 1988-89, 1990-91 et 1994-95. |

## Personnalités du club

### Présidents du club
- Merkourios Merkouriou
- Giorgos Papaetis

### Entraîneurs du club
| - Angel Slavkov - Nir Klinger (juillet 2008 - juin 2009) - Tasos Kyriakou (juillet 2009 - février 2010) - Savvas Kofidis (février 2010 - mars 2010) - Giorgos Polyviou (décembre 2010 - ?) - Ioannis Topalidis (juillet 2012 - novembre 2012) | - Horácio Gonçalves (novembre 2012) - Saša Jovanović (novembre 2012 - mai 2013) - Yiannakis Yiangoudakis (mai 2013 - octobre 2013) - Andreas Polydorou (octobre 2013 - ) |

## Logos du club

APOP Paphos (1953-2000)
Evagoras Paphos (1961-2000)
AE Paphos (2000-2014)